# (7311) Hildehan
(7311) Hildehan (1995 TU) – planetoida z pasa głównego asteroid okrążająca Słońce w ciągu 4,77 lat w średniej odległości 2,83 j.a. Odkryta 14 października 1995 roku.